# オキナワキムラグモ属
オキナワキムラグモ属 Ryuthela は、クモ目ハラフシグモ科に含まれる分類群の一つ。沖縄本島、伊平屋島以南、西表島までの琉球列島に分布する。

## 特徴
形態についてはキムラグモ属とほぼ同じであり、それについてはキムラグモ属及びハラフシグモ科の項を参照されたい。
体長は雌で9-14mm、雄で7-10mm、淡黄色から褐色で雄の方が色濃い。キムラグモ属との区別は以下の点である。
- 雌では生殖器の受精嚢が1対、あるいは左右合一して1個になっている。
- 雄では触肢器の付節が幅に比べて長いこと、側盾板に鋭い棘があることなど。

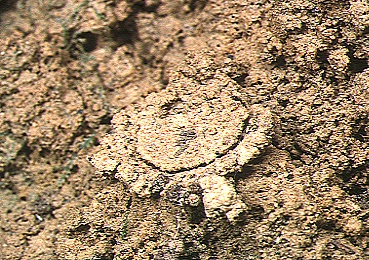
イリオモテキムラグモの巣

## 分類
当初はキムラグモと混同されていたが、ドイツのハウプトがこの類の配偶行動について研究した際、沖縄から取り寄せた標本が九州のそれと全く異なることに気付いて、これを別種とし、その後さらに別属としたのがこの属である。彼は標本提供者であった沖縄出身、当時琉球大学助教授であった西平守孝に献名し、当初これを Heptathela nishihirai とした（オキナワキムラグモ）。ハウプトはこの属に対してニシヒラグモ属という和名を提唱している。なお、オキナワキムラグモ属と最も近縁なのはキムラグモ属とされている。
全て日本国内、琉球列島南半に分布する。小野（2009）は7種としていたが、その後3種はシノニムとされた。2017年にはさらに9種が記載されたが、分類はまだ流動的であり、以下には谷川（2024）による種名リストを記す。分布は小野（2009）による。
Ryuthela オキナワキムラグモ属
- R. iheyana Ono, 2002  イヘヤキムラグモ：伊平屋島
- R. sasakii Ono, 1997  クメジマキムラグモ：久米島中央部・南部
  - （シノニム：R. secundaria Ono, 1997  キタクメジマキムラグモ：久米島北部）
  - （シノニム：R. owadai Ono, 1997  トカシキキムラグモ：慶良間諸島渡嘉敷島）
- R. nishihirai  (Haupt, 1979)  オキナワキムラグモ：沖縄本島
- R. ishigakiensis Haupt, 1983  イシガキキムラグモ：石垣島
  - （シノニム：R. tanikawai Ono, 1997  イリオモテキムラグモ：西表島）